# بارتلبي النساخ
«بارتلبي النساخ: قصة عن وول ستريت» (بالإنجليزية: Bartleby, the Scrivener: A Story of Wall Street)‏ نشرت عام 1853، هي قصة قصيرة بقلم الكاتب الأمريكي هرمان ملفيل، نشرت أولا على هيئة سلسلة باسم مجهول في جزأين في أعداد نوفمبر وديسمبر طبعات من مجلة بوتنام، وأعيد طبعها مع بعض التعديلات البسيطة في مجلة بيازا تيلز عام 1856. نشرت مقالات عديدة عن الرواية، ووصفها الباحث روبرت ميدلر «لا شك بأنها تحفة بين القصص القصيرة» ضمن أعمال ميلفيل.

## الحبكة
الراوي محامٍ عجوز مجهول الاسم من مانهاتن، يملك عملًا مريحًا في الوثائق القانونية. كان قد وظّف نسّاخَين، نيبيرز وتوركي، لنسخ الوثائق القانونية باليد، لكن اشتدادًا في العمل أفضى به إلى تعيين نساخ ثالث. يعيّن بارتليبي البائس المظهر آملًا أن هدوءه سيهدّئ المزاج الغضوب للنساخين الآخرين. يتمم الطاقم صبي مكتب باسم جينجير نت المستعار.
في البداية، يُعدّ بارتليبي مجلدًا ضخمًا عالي الجودة، غير أنه في أحد الأيام، حين طلب منه أن يساعد في تصحيح تجارب طباعة وثيقة، يجيب بارتليبي بما سيصبح سريعًا ردّه الدائم على كل طلب: «أفضل ألا أفعل ذلك». أثار بارتليبي فزع الراوي وأزعج الموظفين الآخرين بتأديته مهمات أقل فأقل وفي النهاية يتوقف عن تأدية أي مهمات، وبدلًا من ذلك، يمضي فترات طويلة من الوقت محدّقًا خارج إحدى نوافذ المكتب على جدار من القرميد. يقوم الراوي بعدة محاولاتٍ عقيمة للتحاور مع بارتليبي ولتبيّن شيء عنه، حين توقّف الراوي عند المكتب صباح يوم أحد، اكتشف أن بارتليبي قد شرع بالعيش هناك.
يزداد التوتر مع تساؤل شركاء العمل عن سبب وجود بارتليبي هناك دائمًا. مع شعوره بتهديد لسمعته وعدم قدرته على طرد بارتليبي، يوقف الراوي عمله. بعد فترة قصيرة يأتي المستأجرون الجدد طالبين المساعدة في طرد بارتليبي الذي بات يجلس على الدرج طوال اليوم وينام في الليل عند مدخل المبنى. يزور الراوي بارتليبي ويحاول التحاور معه، وما أثار دهشته، يدعو بارتليبي إلى العيش معه، غير أن بارتليبي يرفض العرض. لاحقًا يعود الراوي ليجد أن بارتليبي طُرد قسرًا وسُجن في مجمع احتجاز مانهاتن. بإيجاده بارتليبي أكثر كآبةً من المعتاد خلال زيارة، يرشو الراوي ضابط السجن ليضمن حصوله على ما يكفي من الغذاء. حين يعود الراوي بعد بضعة أيام لتفقّد بارتليبي، يجد أنه مات جوعًا، بعد أن فضّل ألا يأكل.
بعد ذلك بمدة معينة، يسمع الراوي شائعة أن بارتليبي كان قد عمل في مكتب الرسائل الميتة، ويتأمل في أن الرسائل الميتة كانت لتجعل أي أحد يمتلك مزاجًا مثل مزاج بارتليبي يغرق حتى في كآبة أشد. تنتهي القصة بتنهيدة الراوي المستسلمة والمتألمة «أوه بارتليبي! أوه أيتها الإنسانية».

## التأليف
مصدر ميلفيل الرئيس للقصة كان إعلانًا لكتاب جديد، قصة المحامي، طُبع في كل من التريبيون والتايمز في 18 فبراير 1853. صدر الكتاب لاحقًا دون اسم، ولكن في الواقع كتبه روائي شهير هو جيمس أ ميتلاند. اشتمل هذا الإعلان على الفصل الأول كاملًا، مع الجملة الافتتاحية التالية: «في صيف عام 1843، ومع كمية هائلة من الأعمال ينبغي نسخها، وظّفت، مؤقتًا، موظف نسخ إضافي، أثار اهتمامي إلى حد كبير نتيجة سلوكه اللطيف والهادئ والمتواضع، والتزامه التام بواجباته». يشير كاتب سيرة حياة ميلفيل هيرشيل باركر إلى أنه لا شيء آخر في الفصل كان «جديرًا بالملاحظة» سوى هذه «الجملة المعبّرة إلى حد كبير». يشير الناقد هنريك نايتون إلى أن القصة تدين إلى عمل غامض يعود إلى عام 1846، قصة روبيرت غرانت وايت القانون والكسل: أو، طلاب في قانون الراحة. يحتوي هذا المصدر على مشهد وعدة شخصيات -من بينها نساخ كسول- يظهر أنه قد أثّر على سرد ميلفيل.
من المحتمل أن ميلفيل ألّف القصة كردٍّ عاطفي على التقييمات السيئة التي نالتها بيير، روايته السابقة. يشير كريستوفر شتين إلى أن ميلفيل وجد الإلهام في مقالات رالف والدو إيميرسون، على وجه التحديد «المؤمن بالفلسفة المتعالية» التي تظهر أوجه شبه مع «بارتليبي».

## الترجمة للعربية
ترجمت الرواية إلى اللغة العربية ونشرت مرتين، مرة في عام 2010 على يد المترجمة زوينة آل تويه، جاءت في 102 من الصفحات، وأصدرتها دار نينوى للدراسات والنشر والتوزيع. وفي عام 2019 صدرت ترجمة أخرى للرواية عن دار أثر للنشر والتوزيع، وترجمة سلوى العتيبي، وجاءت في 170 صفحة.

## روابط خارجية
- بارتلبي النساخ على موقع الموسوعة البريطانية (الإنجليزية)